# 圣彼得教堂 (汉堡)

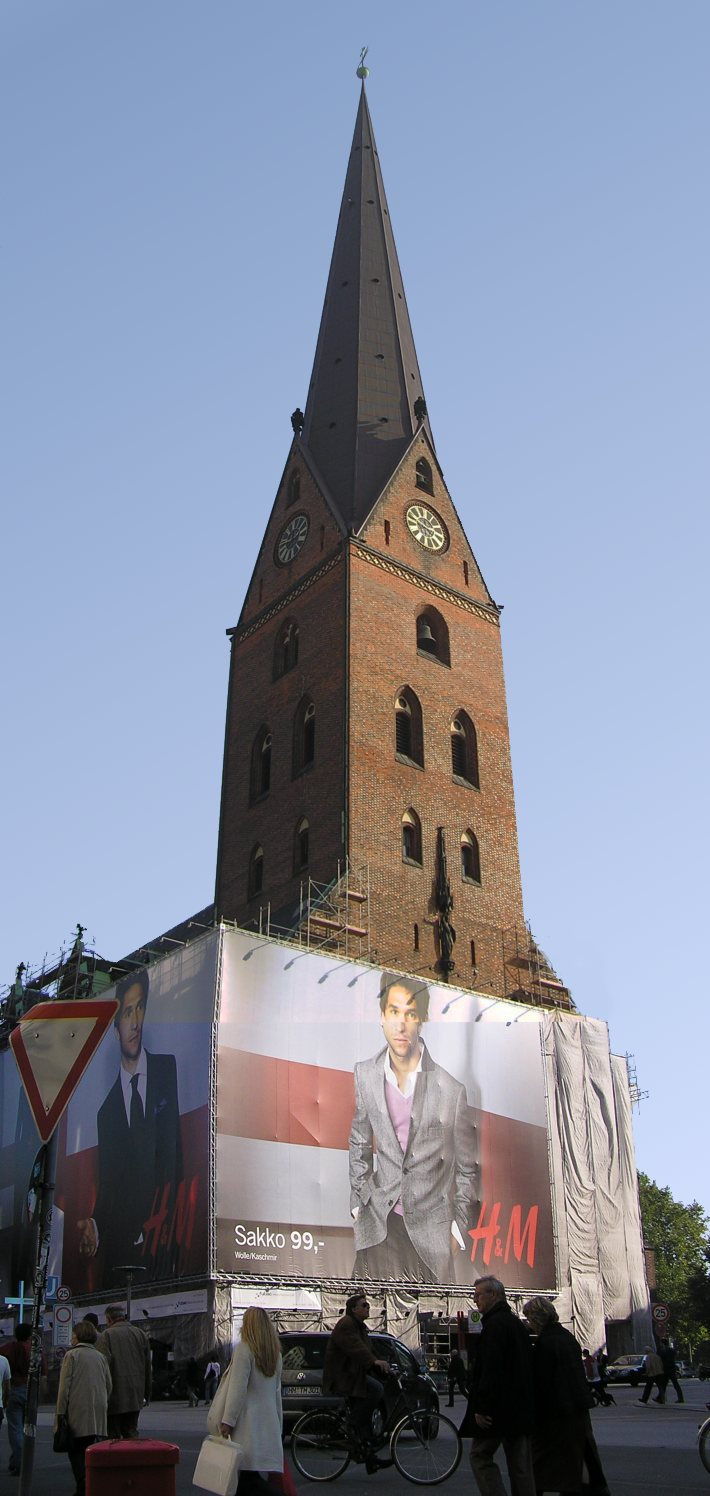
钟楼

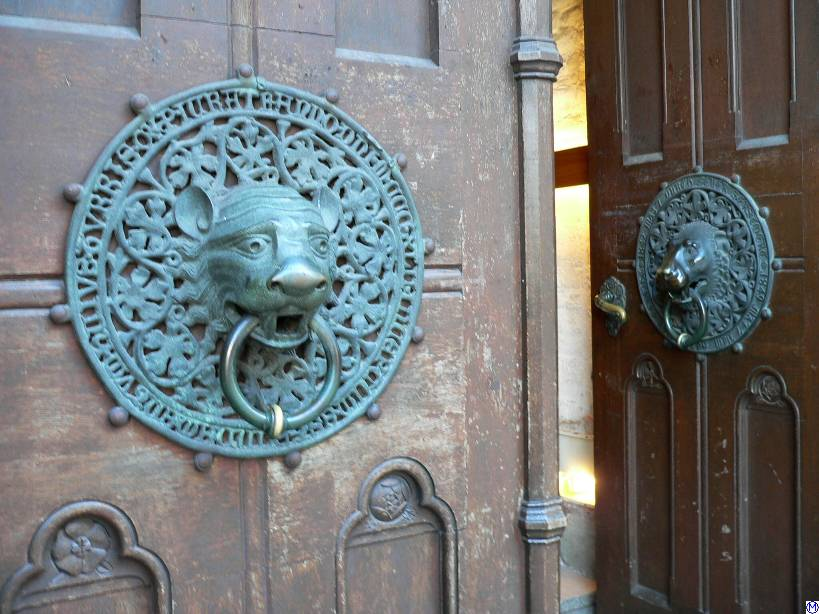
铜狮子头的门把手

53°33′01″N 9°59′47″E / 53.55028°N 9.99639°E
汉堡圣彼得教堂（德語：Hauptkirche St. Petri）是德国汉堡最古老的教堂，得名于使徒彼得，位于汉堡旧城的最高处蒙克贝格街，其钟楼高132米，有544级楼梯。该堂目前有数百名信徒。大约有300人在此任职，担任牧师、社会工作者、唱诗班领唱和工匠，其中大多数职位没有报酬。
圣彼得教堂位于汉堡城市最初的起源地，始建于11世纪初，1195年首次见于记载，称为集市教堂。大约1310年，改建为哥特式教堂，完成于1418年。其铜狮子头的门把手是汉堡最古老的艺术品，可追溯到1342年。
第二座钟楼建于1516年，高度超过了主教座堂。1804年-1807年因朽坏而坍塌，此前曾被拿破仑的士兵用作马厩。建筑则在1842年大火中毁灭，但是大多数艺术品得到了拯救。
1849年，又在原处重建了哥特式教堂，1878年，132米高的钟楼完成。
20世纪上半叶，该教堂失去了许多信徒，因为市中心许多住宅区被改建为银行和百货公司。这座教堂在二战中相对损失较轻。
2005至2007年，教堂的西、南两个立面悬挂了H&M服装的巨幅广告，以维持教堂的开支。